# Cayetano Andrade López
Cayetano Andrade López (Moroleón, Guanajuato; 6 de agosto de 1889 - 1962) fue un filántropo y político mexicano, firmante de la Constitución Política Mexicana de 1917.

## Biografía
Hijo del señor Ramón Andrade y de la señora Francisca López, ingresó a la escuela primaria de Morelia, Michoacán en el año de 1896. En 1903 ingresó al Colegio de San Nicolás, en el cual permaneció estudiando hasta 1908. Ingresó a la escuela de medicina, culminando su carrera profesional el 23 de enero de 1914, obteniendo el título de doctor de medicina.
Como estudiante, de la facultad se inició en el gusto por el periodismo, llegando a ser un periodista combatido, lo prueba así su primer periódico Policromía.
En la época de la revolución fue concejal en el estado de Michoacán de Venustiano Carranza, posteriormente fue diputado en el Congreso constituyente de 1917, donde se redactó la constitución que rige a México. Fue diputado en varias ocasiones tanto en las XXVII, XXXI y XLII legislatura del Congreso de la Unión donde fue en dos ocasiones presidente de la cámara de diputados. También fue legislador en la XXXII, XXXIII legislatura del H. Congreso del Estado de Guanajuato.
Como servidor público, fue supervisor de las escuelas de Morelia, en la administración del General Gertrudis Sánchez y profesor del Colegio de San Nicolás. Finalmente después de colaborar en la Secretaria de Asistencia Pública, fue nombrado por el entonces presidente Adolfo López Mateos como director de Información de la Secretaria de Gobernación y posteriormente fue nombrado director del Diario Oficial de la Federación, cargo que desempeñó hasta su muerte en 1962.
Fue autor de obras tales como Antología de escritores nicolaitas, Remanso y Tramonto.